# Schweizerisches Militärmuseum Full

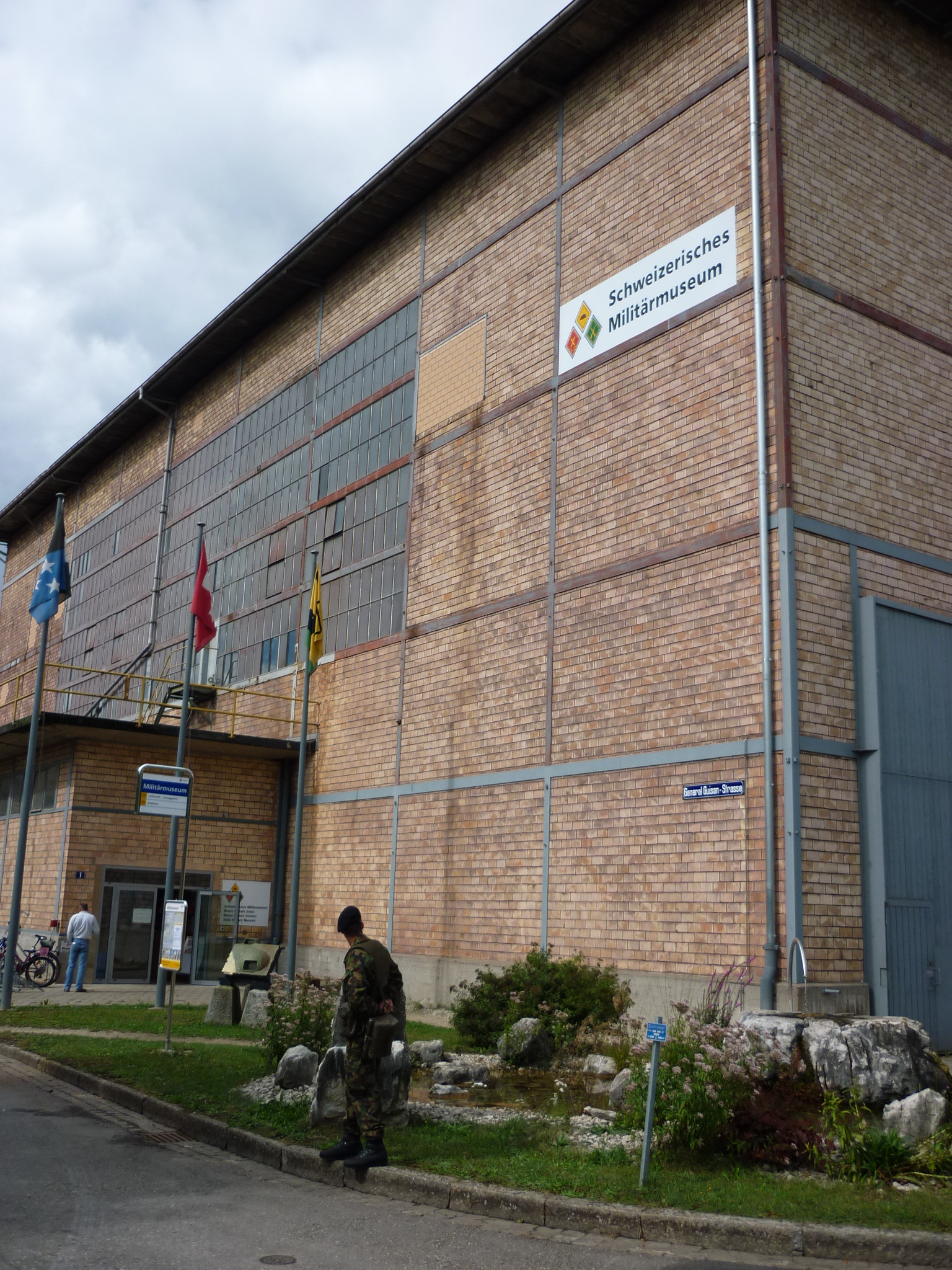
Schweizerisches Militärmuseum Full

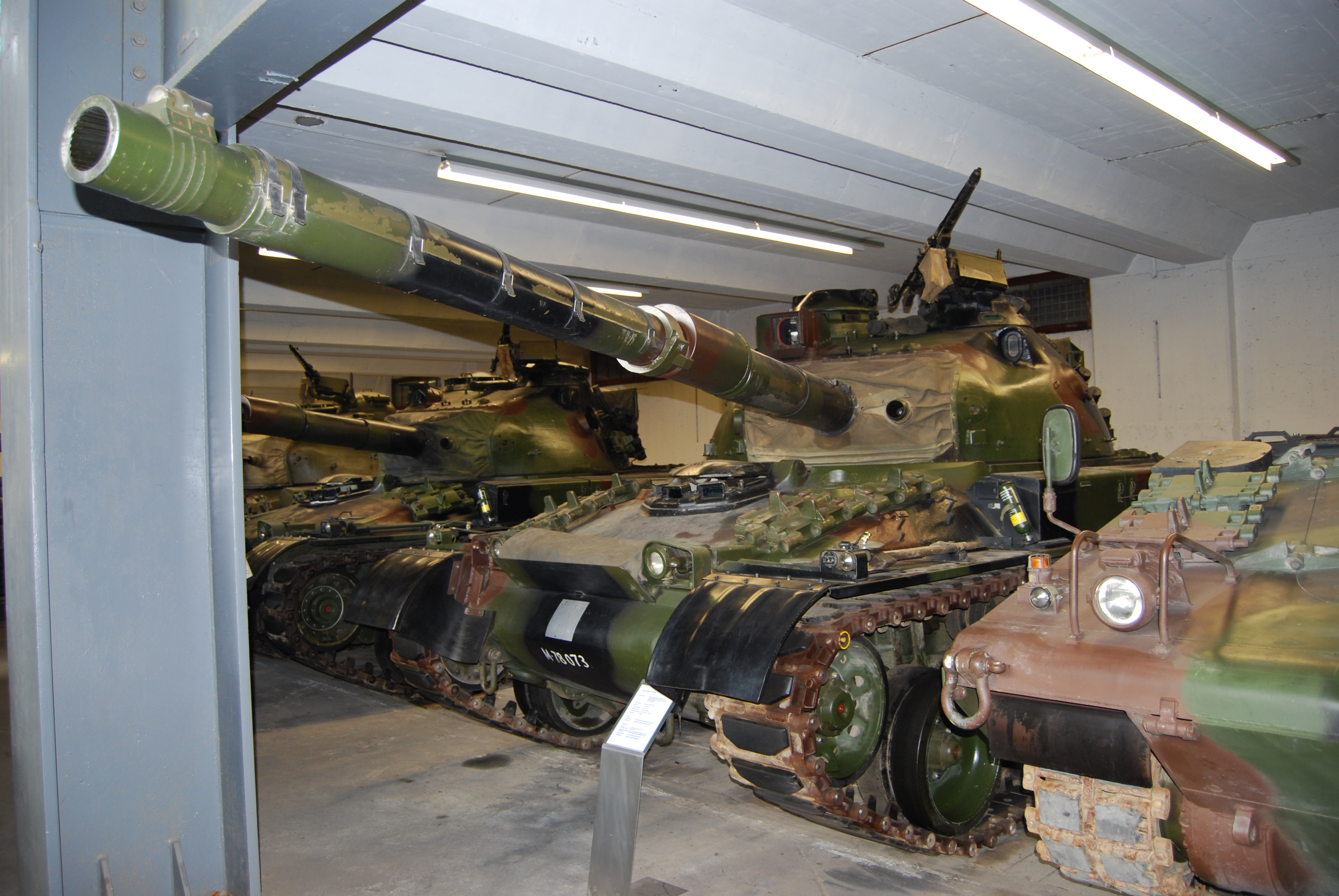
Schweizer Panzer 68 in der Museumshalle

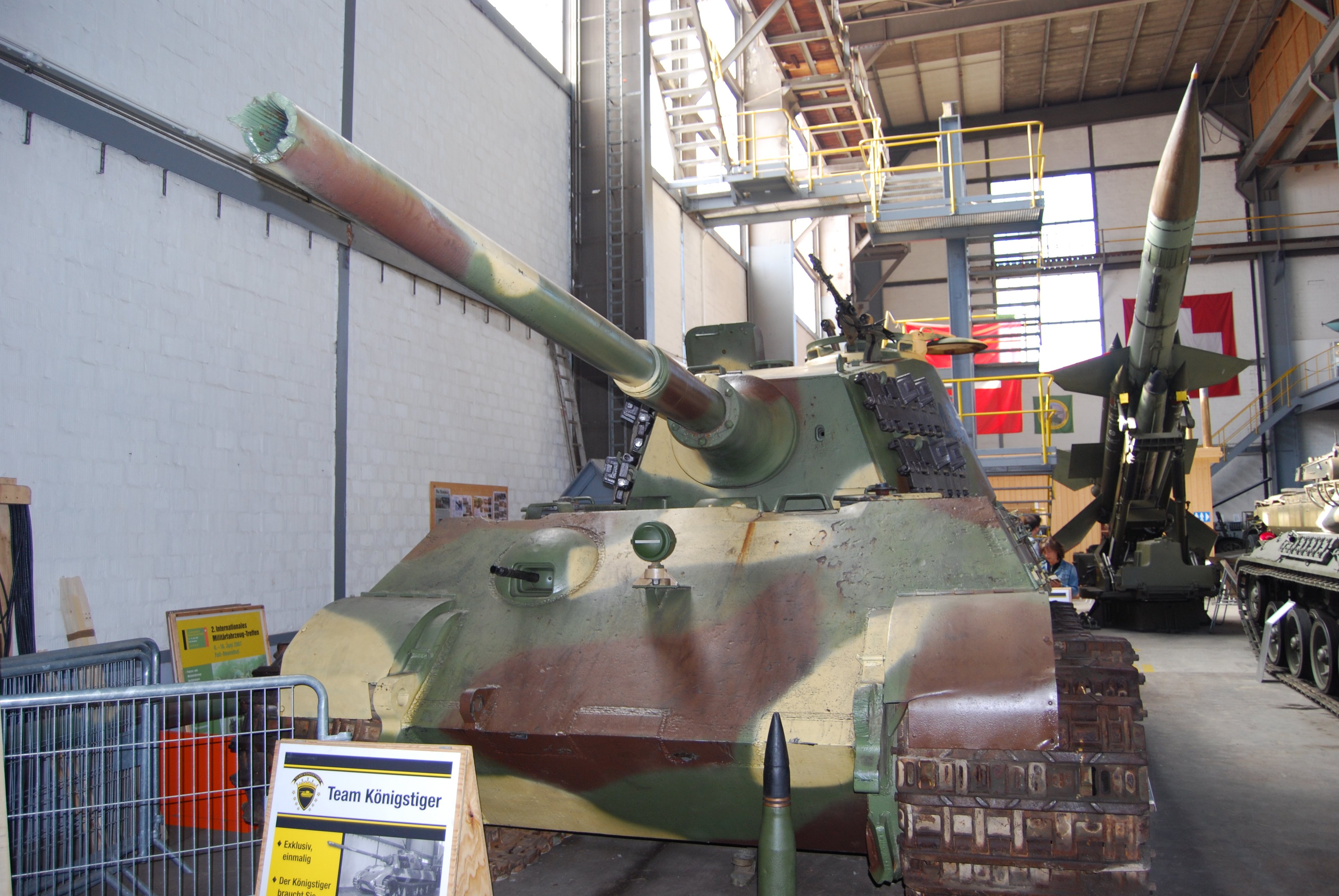
Panzer Königstiger und Lenkwaffe BL-64 Bloodhound

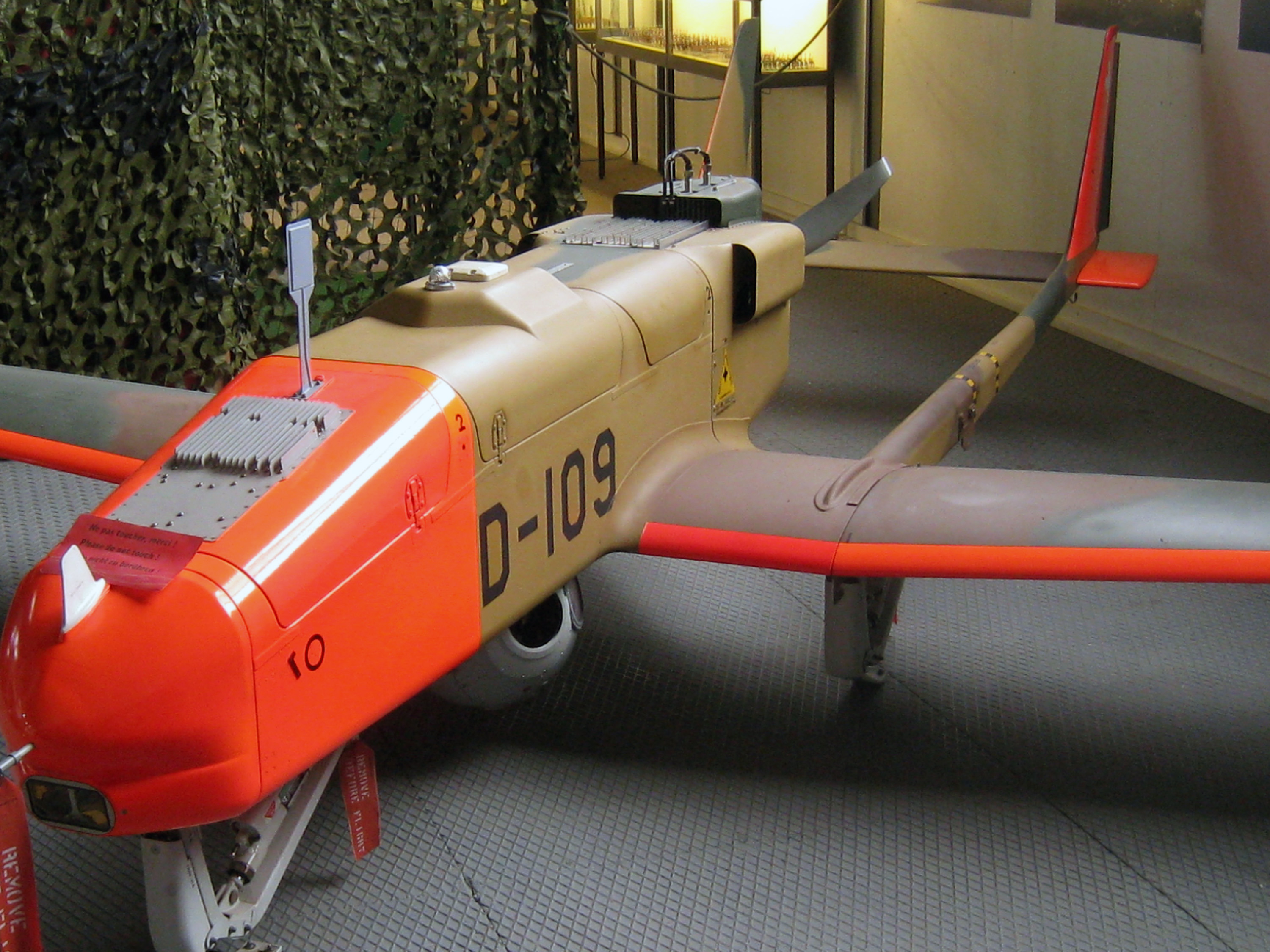
Aufklärungsdrohne ADS 95

Das Schweizerische Militärmuseum Full ist ein aus privater Initiative betriebenes Museum in der schweizerischen Gemeinde Full-Reuenthal, Kanton Aargau, direkt gegenüber der badischen Kreisstadt Waldshut.

## Geschichte des Museums
Die Ursprünge des Museums gehen auf den Verein zur Förderung eines wehrtechnischen Museums zurück, der von Thomas Hug mit Freunden gegründet wurde. Im Jahre 1989 wurde zunächst das Festungsmuseum Reuenthal eröffnet. Ab 1998 begann der Aufbau des Militärmuseums in Full mittels einer neu errichteten Museumshalle, welche mittlerweile als Werkstattgebäude dient. Die Trägerschaft des 2004 eröffneten Schweizerischen Militärmuseums Full ist der Verein Militär- und Festungsmuseum Full-Reuenthal (VMFM). Ebenfalls wurde seit Mitte der 90er Jahre, diverse Befestigungsbauten (z. B. Panzersperren, Geschützbunker, Infanteriewerke, Kommandoposten) aus der Zeit des Aktivdienstes (1939–1945), sowie aus der Zeit des Kalten Krieges erworben und sukzessive renoviert und ausgerüstet.
Der Verein Militär- und Festungsmuseum Full-Reuenthal (VMFM), besteht aus den Museumteilen Festungsmuseum Reuenthal (FMR), Militärhistorische Anlagen Kanton Aargau (MHA) und Schweizerisches Militärmuseum (SMM).
Im 2022 hat der Trägerverein mit weiteren Ausbauphasen des Militärmuseums begonnen. Es wurde zusätzliches Land für den Bau von weiteren Gebäude erworben und eine neue Lagerhalle errichtet. Eine neue Museumshalle, sowie weiteres, eigenes Gelände für dynamische Fahrzeugvorführungen, sollen dazu kommen. Ebenfalls soll ein verbessertes Ausstellungs- und Vermittlungskonzept einfliessen. Damit soll ein breiteres Zielpublikum angesprochen werden, sowie ein Zielgerichteter Bildungsfokus für z. B. Schulen gewährleisten.
Im Herbst 2023 wurde bekanntgegeben, dass das Panzermuseum in Thun grösstenteils aufgelöst werden soll. Aufgrund dessen, sollen die mehrheitlich ausländischen Exponate in das Militärmuseum in Full überführt werden, zwecks Konservierung und anschliessender Ausstellung.

## Exponate
Das Museum zeigt aktuell in mehreren Gebäuden vorwiegend Panzer, Artillerie-, Fliegerabwehr- und Panzerabwehrgeschütze der Schweizer Armee und anderer Armeen aus dem 20. Jahrhundert.
Einmalig ist die vollständige Werksammlung des ehemaligen Waffenherstellers Oerlikon-Bührle in der oberen Etagen des Museums. Diese umfasst vor allem Fliegerabwehr- und Flugzeugwaffen. Auch eine deutsche Flugbombe des Typs V1, ein Reichenberg-Gerät sowie Motoren und Abwehrstände von in der Schweiz abgestürzten oder notgelandeten englischen und amerikanischen Bombern befinden sich im Besitz des Museums.

Auf diversen Zwischenetagen befinden sich unterschiedliche Ausstellungen, welche diverse Themen der Schweizer Armee, sowie auch weitere Themen zeigen. Unter anderem wird eine Munitionsausstellungen (Panzer, Artillerie, Flieger und Flab), eine Ausstellung über das Thema Übermittlungs- und Chiffriertechnik, sowie Kampftaucher der Schweizer Armee gezeigt. 

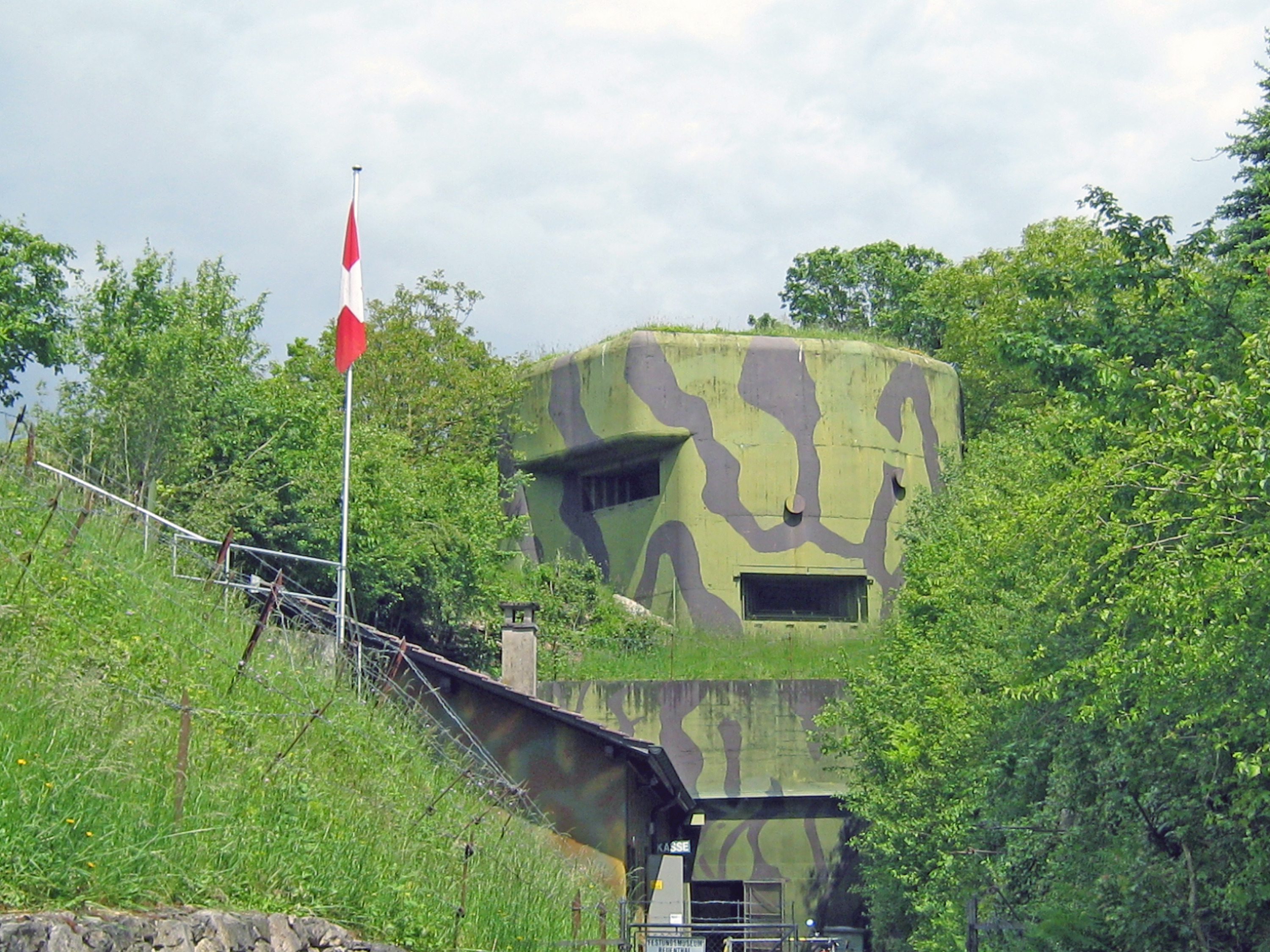
Festung Reuenthal

Im April 2010 wurden eine zusätzliche Museumshalle und die Mowag-Ausstellung eingeweiht. In der 3000 m² grossen Halle sind gepanzerte Fahrzeuge aus verschiedenen Ländern zu sehen. Präsentiert werden hier auch die Panzer aus schweizerischer Produktion vom Panzer 61 bis hin zum Panzer 68/88. Die Mowag-Ausstellung zeigt gepanzerte und ungepanzerte Fahrzeuge der Mowag-Werkssammlung, die überwiegend aus Prototypen oder Vorserie Fahrzeugen besteht.

### Anlässe
Einmal pro Jahr führt das Museum einen Anlass mit thematischen Marktständen, Verpflegungsständen und einem Vorführdisplay diverser Militärfahrzeuge aus der eigenen Sammlung und von angereisten Exponaten durch.

### Fahrzeuge und Waffen (Auswahl)

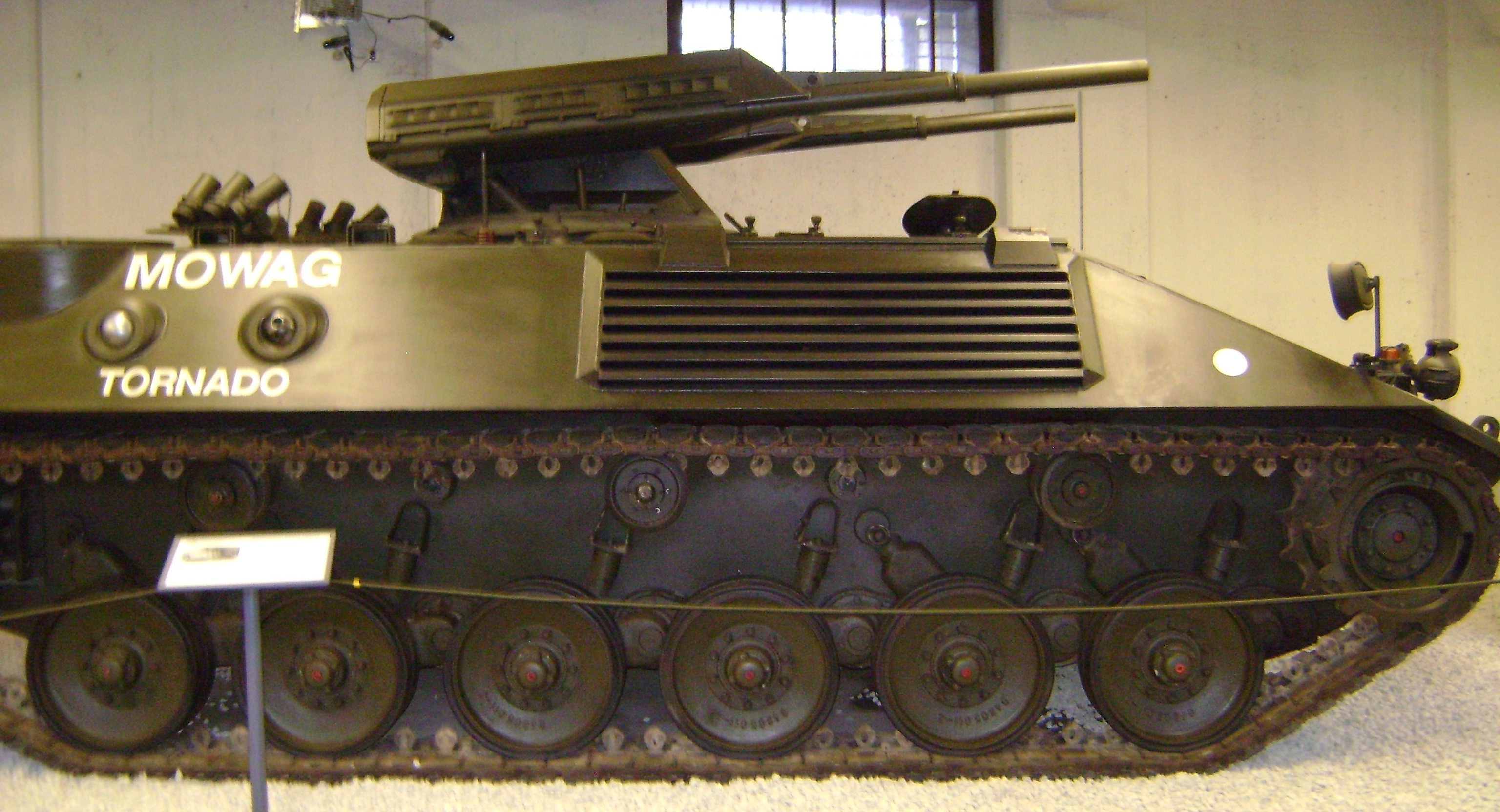
MOWAG Tornado

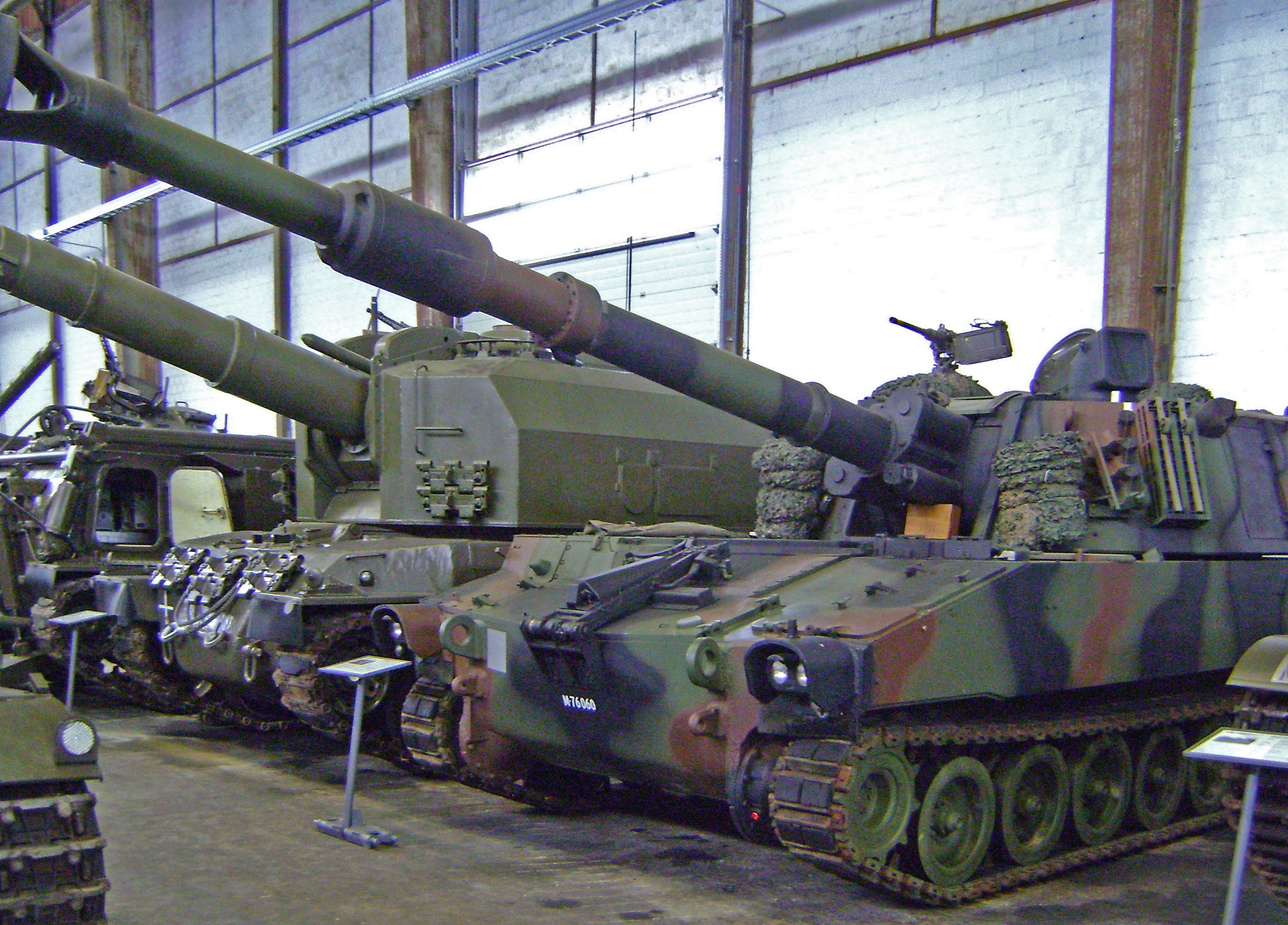
Panzer Art Kan 68, Panzerhaubitze M109

#### Schweizer Armee
- ČKD-Praga LTL-H / Pzw 39
- Panzerjäger G-13 (Hetzer)
- Lpz 51 (AMX-13)
- Panzer 55 & Pz 57 Centurion
- Panzer 61 AA7 & AA9
- Panzer 68
- Panzer 68/88
- Zielpanzer 68
- Entpannungspanzer 56
- Entpannungspanzer 65
- Brückenpanzer 68
- Panzerjäger 90 / TOW Piranha
- Aufklärungsfahrzeug 93 (Mowag Eagle I)
- Alouette III
- de Havilland DH.100 Vampire
- Panzer 87 Leo MLU (Prototyp)
- T-16 Universal carrier / UC
- M113
- M548 Munitionstransporter
- Radschützenpanzer 93 Mowag Piranha 8x8
- M109 (Panzerhaubitze)
- Panzerkanone 68
- Mowag Panzerattrappe „Schildkröte“

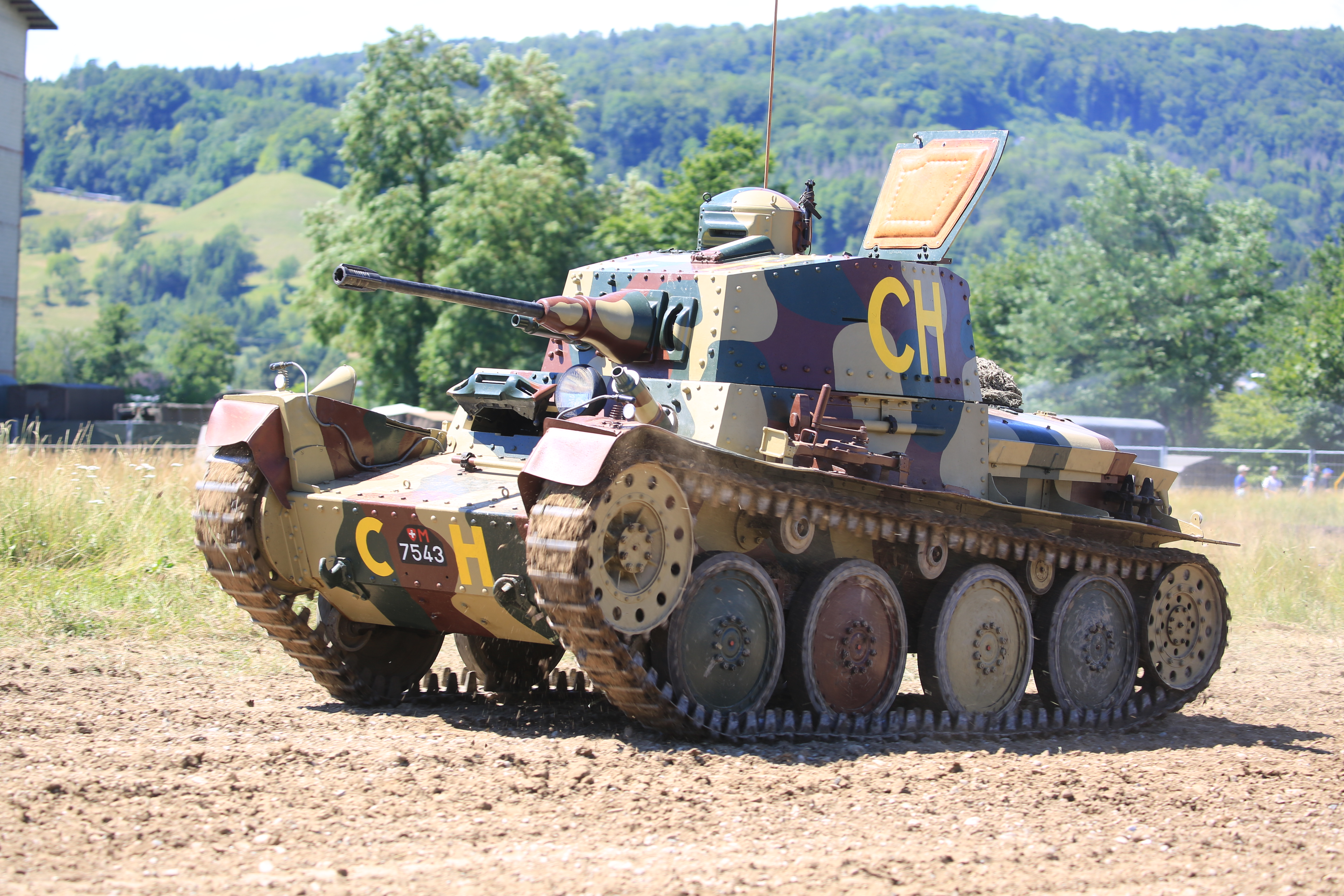
Pzw 39 Praga

- Mowag Flugzeugschlepper
- Mowag T1 4×4
- Saurer D 330 N
- Saurer 2DM
- Saurer 2 CMPzw 39 Praga
- Saurer M6
- Saurer M10 Gottwald Kran
- Saurer MH4
- Berna 2VM
- Bucher Puma 6x6
- Bucher DURO 1P 6x6 Swissint
- Patrouillenboot P-80
- BL-64 Bristol Bloodhound

#### Objekte, die nicht im Bestand der Schweizer Armee waren
Deutsche Wehrmacht
- Panzerkampfwagen VI Tiger, Ausf. B (Königstiger) (wird einsehbar renoviert)
- Panzerkampfwagen V Panther (in Restauration, nicht ausgestellt)
- Schwerer Panzerjäger mit 8,8-cm-Pak L/71 auf Fgst. Panther „Jagdpanther“ (in Restauration, nicht ausgestellt)
- Panzerkampfwagen IV Ausführung H (in Restauration, nicht ausgestellt)
- Jagdpanzer IV
- Jagdpanzer 38 (in Restauration, nicht ausgestellt)
- Stug III Ausf. G
- Fieseler Fi 103 / V1
- Reichenberg-Gerät
- Goliath
- VW Kübelwagen
- 2cm Flak 38
- 2cm Flakvierling
- 8,8cm Flak 36
- lIG 18
- Zündapp KS-750
- BMW R75
- 10,5cm leichte Feldhaubitze 18
- 3,7-cm-Pak

Westen
Bis 1945
- M4A4 Sherman

- M3A1 Stuart
- M3A1 Halftrack
- M7 Priest
- M16 Halftrack
- Bren Gun Carrier Mk. 1 (Mortar carrier)
- A12 Matilda II
- M29 Weasel
- 105-mm-Howitzer M2A1
- Ordnance QF 25-pounder
- Canon de 25mm semi-automatique modèle 1934
- Renault UE Chenillette

Nach 1945
- EBR-75
- AMX-30B
- Schützenpanzer lang HS 30
- Schützenpanzer kurz Hotchkiss
- Leopard 1 A4
- Leopard 1 V
- Strv103c
- Ikv91
- M7B2 Priest
- M44
- Cheetah PRTL (Flakpanzer Gepard)

Mowag-Sammlung
- Mowag GW3500 (Verschiedene Versionen)
- Schützenpanzer Mowag Pirat
- Jagdpanzer Mowag Gepard
- Schützenpanzer Mowag Tornado
- Schützenpanzer Mowag 3M1
- Schützenpanzer Mowag Trojan
- Mowag Roland
- Mowag Wotan
- Mowag Puma 6×6
- Schwerer Waffenträger Mowag Shark
- Mowag Spy
- Radpanzer Mowag Piranha IB 4×4
- Radpanzer Mowag Piranha IB 6×6
- Radpanzer Mowag Piranha I 6×6
- Radpanzer Mowag Piranha I 4×4
- Radpanzer Mowag Piranha II 8x8 (Funktionsmuster CH Kommando Piranha)
- Radpanzer Mowag Piranha IIIC 10×10
- Mowag Eagle IV MKI 4x4
- Mowag Eagle III 4x4

Ostblock
- T-34/85 (Baujahr 1944)
- T-54 A
- T-55 AM2
- T-72M
- BMP-1
- BTR-50 PU
- BTR-60 R-975
- FUG
- PSZH
- Pioniermaschine MDK2M
- Ural-4320
- GAZ-67
- GAZ-69
- Trabant
- ZSU-23/4 Shilka

#### Oerlikon Werksammlung
- SNORA- und SURA-D-Raketen
- Lenkwaffe RSE Kriens
- Contraves Superfledermaus
- Oerlikon 35-mm-Zwillingskanone
- 20-mm-Oerlikon-Kanone
- Oerlikon-Contraves Mosquito
- RSD 58

### Militärhistorische Anlagen Kanton Aargau (MHA)
Der Verein hat über 100 ehemalige militärische Anlagen im Kanton Aargau übernommen, stellte diese wieder instand und macht sie gelegentlich der Öffentlichkeit zugänglich.
| Bild   | A-Nummer/Sperrstelle | Anlage                                                    | Baujahr | Gemeinde       | Koordinaten     |
| ------ | -------------------- | --------------------------------------------------------- | ------- | -------------- | --------------- |
| A 3829 | A 3829               | Centi Bunker A 3829                                       | 1990    | Rüfenach       | 659730 / 262090 |
| A 3839 | A 3839               | Maschinengewehrbunker «Steinrenne» A 3839                 | 1940/41 | Rüfenach       | 659802 / 262048 |
| A 3840 | A 3840               | Artilleriewerk Rein A 3840, ab 1989 "Zentrallager S" P-26 | 1940    | Rüfenach       | 659714 / 262105 |
| A 3846 | A 3846               | Artilleriebunker Villiger-Buck A 3846                     | 1940    | Villigen       | 658255 / 263440 |
| A 3847 | A 3847               | Artilleriebeobachtungsbunker Schwobeblick A 3847          | 1940    | Villigen       | 658200 / 263400 |
|        | A 3853               | Infanteriebunker «Kometbach Süd» mit Pak 50/57 A 3853     | 1939    | Villigen       | 658696 / 263975 |
| A 3868 | A 3868               | Übermittlungszentrale Überthal A 3868                     | 1940    | Bözberg        | 652780 / 261880 |
| A 3869 | A 3869               | Kommandoposten Rüedacker A 3869                           | 1940    | Bözberg        | 652760 / 261870 |
| A 3870 | A3870                | Artilleriebeobachtungsbunker Steinbruch A 3870            | 1940    | Rüfenach       | 659269 / 262159 |
| A 3871 | A3871                | Artilleriebeobachtungsbunker Hinterrein A 3871            | 1940    | Rüfenach       | 659258 / 262063 |
| A 3872 | A3872                | Artilleriebeobachtungsbunker Hinterrein A 3872            | 1940    | Rüfenach       | 659015 / 261960 |
|        | A 3878               | Artilleriebunker Mändlisgrund A 3878                      | 1940    | Riniken        | 657200 / 260592 |
| A 3885 | A 3885               | Bataillonssanitätshilfsstelle Langibirche A3885           | 1940    | Riniken        | 656993 / 259780 |
|        | A 3892               | Kommandoposten Reinerberg A 3892                          | 1939/44 | Rüfenach       | 659361 / 261650 |
| A 3898 | A3898                | «Langmatten» (Vickers-Pak) A 3898                         | 1953    | Villigen       | 658150 / 263040 |
| A 3901 | A 3901               | Infanteriebunker Hottwilerhöhe West A 3901                | 1940    | Gansingen      | 654160 / 264815 |
| A 3902 | A 3902               | Infanteriebunker Bürersteig A 3902                        | 1940    | Remigen        | 654280 / 264400 |
|        | A 3903               | Unterstand/KP Bürersteig A 3903                           | 1940    | Remigen        | 653860 / 264150 |
| A 3901 | A 3907               | Artilleriebeobachter Bürerhorn A 3907                     | 1940    | Gansingen      | 653480 / 264915 |
| A 3908 | A 3908               | Sanitätshilfsstelle Ampfere A 3908                        | 1939    | Mönthal        | 651535 / 263435 |
| A 3919 | A 3919               | Infanteriebunker Sennweid West A 3919                     | 1940/41 | Mönthal        | 650682 / 263131 |
| A 3920 | A 3920               | Infanteriebunker Sennweid Ost A 3920                      | 1940/41 | Mönthal        | 651061 / 263173 |
| A 3921 | A 3921               | Infanteriebunker Letzi West A 3921                        | 1940/41 | Effingen       | 651823 / 262262 |
| A 3922 | A 3922               | Infanteriebunker Letzi Ost A 3922                         | 1940/41 | Bözberg        | 652098 / 262276 |
| A 3923 | A 3923               | KP Kärliacker A 3923                                      | 1940    | Bözberg        | 652760 / 261218 |
| A 3924 | A 3924               | Infanteriewerk Stelli A 3924                              | 1940    | Effingen       | 651352 / 260000 |
| A 3925 | A 3925               | 8,4-cm-Kanonenschild Stelli A 3925                        | 1940/41 | Effingen       | 651742 / 260180 |
|        | A 3926               | Feldkanonenschild Stelli A 3926                           | 1941    | Effingen       | 651651 / 259785 |
|        | A 3928               | Infanteriebunker Huebel A 3928                            | 1940    | Bözberg        | 652180 / 259303 |
|        | A 3929               | Infanteriebunker Spirfeld A 3929                          | 1940    | Bözberg        | 652246 / 259138 |
| A 3930 | A 3930               | Bataillonssanitätshilfsstelle Birch A 3930                | 1940/85 | Bözberg        | 653081 / 259535 |
|        | A 3933               | Munitionsmagazin Felsenkeller A 3933                      | 1940    | Villnachern    |                 |
| A 3934 | A 3934               | Artilleriegeschützstand Sagel A 3934                      | 1940    | Bözberg        | 654490 / 259480 |
| A 3943 | A 3943               | Infanteriewerk Bözbergstrasse A 3943                      | 1940/41 | Effingen       | 651403 / 259572 |
| A 3951 | A 3951               | Infanteriekaverne Sagemülitäli Ost A 3951                 | 1940    | Bözberg        | 650770 / 258654 |
| A 3966 | A 3966               | Kommandoposten Gz Br 5 Wallbach A 3966                    | 1940/77 | Villnachern    | 654306 / 257422 |
| A 4232 | A 4232               | Infanteriewerk Koblenz-Tunnel A 4232                      | 1937    | Koblenz AG     | 660060 / 273060 |
|        | A 4237               | Infanteriebunker Koblenz Berg A 4237                      | 1940    | Koblenz AG     | 660166 / 273118 |
| A 4243 | A 4243               | Infanteriebunker Fullfeld-Ost A 4243                      | 1938    | Full-Reuenthal | 658444 / 273809 |
| A 4245 | A 4245               | Infanteriebunker Fullfeld-West A 4245                     | 1938    | Full-Reuenthal | 656948 / 273631 |
| A 4246 | A 4246               | Infanteriebunker Fullfeld-Rhein A 4246                    | 1938    | Full-Reuenthal | 656379 / 273093 |
| A 4247 | A 4247               | Infanteriebeobachtungsbunker Bernau A 4247                | 1938/39 | Leibstadt      | 655310 / 272075 |
| A 4261 | A 4261               | Infanteriebunker Felsenau-Fels A 4261                     | 1937    | Leuggern       | 658672 / 272579 |
| A 4262 | A 4262               | Infanteriebunker Felsenau-Wald A 4262                     | 1937    | Leuggern       | 658650 / 272638 |
| A 4263 | A 4263               | Artilleriewerk Reuenthal A 4263                           | 1939    | Full-Reuenthal | 657406 / 272845 |
| A 4264 | A 4264               | Unterstand Infanteriekanonen Reservoir A 4264             | 1943    | Full-Reuenthal | 657425 / 273085 |
| A 4265 | A 4265               | Infanteriebunker Bettlerküche A 4265                      | 1941    | Full-Reuenthal | 657085 / 272850 |
| A 4266 | A 4266               | Infanteriebunker Kaltentannen A 4266                      | 1940    | Leibstadt      | 656664 / 271804 |
| A 4267 | A 4267               | Unterstand Kaltentannen A 4267                            | 1939/40 | Leibstadt      | 656613 / 271838 |
| A 4268 | A 4268               | Infanteriebunker Peterlibuck A 4268                       | 1940    | Leibstadt      | 656420 / 271494 |
|        | A 4269               | Unterstand Liseloch A 4269                                | 1940    | Leibstadt      | 656448 / 271543 |
| A 4270 | A 4270               | Infanteriebunker Kirchtannen A 4270                       | 1940    | Leibstadt      | 656729 / 271234 |
|        | A 4272               | Infanteriebunker Bossenhus A 4272                         | 1941    | Leibstadt      | 654868 / 269990 |
|        | A 4273               | Artilleriebeobachter Wandfluh A 4273                      | 1941    | Leibstadt      | 654474 / 270716 |
| A 4282 | A 4282               | Infanteriebunker Leuggern-Ost A 4282                      | 1940    | Leuggern       | 658637 / 270391 |
| A 4302 | A 4302               | Infanteriebeobachtungsbunker Steg A 4302                  | 1939    | Schwaderloch   | 652690 / 271160 |
|        | A 4340               | Bunker / Raketenrohrstellung Mettau A 4340                | 1940/86 | Mettauertal    | 652306 / 268149 |
|        | A 4580               | Centi-Bunker Langenacker A 4580 Hornussen Nord            | 1995    | Hornussen      | 646060 / 261940 |
|        | AA 3618              | Munitionsmagazin Würenlos AA 3618                         | 1970er  | Würenlos       |                 |
|        | F 5177               | Pak-Garage Hettenschwil F 5177                            | 1970    | Leuggern       | 657309 / 270268 |
| F 5192 | F 5192               | Atomschutzunterstand Reuenthal-Ost F 5192                 | 1983    | Full-Reuenthal | 657640 / 272770 |
|        | F 5234/5235          | Pak-Garagen Eggrüti F 5234/5235                           | 1970    | Mettauertal    | 652277 / 268303 |
|        | F 5300               | Rgt KP Tromsberg F 5300                                   | 1980    | Obersiggenthal | 663756 / 261535 |
| F 5635 | F 5635               | Atomschutzunterstand Stelli F 5635                        | 1973    | Effingen       | 651520 / 259960 |
| F 5700 | F 5700               | Rgt KP Holzmatt F 5700                                    | 1988    | Bözberg        | 652797 / 261135 |
|        | F 5xxx               | Rgt KP Asp F 5xxx                                         | 1988    | Densbüren      | 645800 / 254945 |
|        | KBV 213              | Munitionsmagazin Nollen KBV 213                           | 1937    | Villigen       | 657679 / 265129 |
| T 2094 | T 2094               | GPH Effingen-Altstalden T 2094                            | 1940    | Effingen       | 651290 / 260080 |
| T 2236 | T 2236               | GPH Felsenau-Wald T 2236                                  | 1940/41 | Leuggern       | 658717 / 272711 |
| T 2243 | T 2243               | Geländepanzerhindernis Nagelflue T 2243                   | 1941    | Full-Reuenthal | 657250 / 273050 |
| T 2244 | T 2244               | Tanksperre Bettlerküche T 2244                            | 1939    | Full-Reuenthal | 657070 / 272800 |

## Veranstaltungen
- Sonderausstellungen und die regulären Öffnungszeiten sind ständig im Programm.
- Besichtigungen der Bunker und anderer Aussenanlagen werden für interessierte Gruppen durchgeführt.
- Das Internationale Militärfahrzeugtreffen wird seit 2005 im Zweijahresrhythmus veranstaltet. Neben privaten Organisationen und diversen militärischen Einheiten aus Europa wurde auch von der Schweizer Armee beigetragen.[4][5][6]